# 비트바테르스란트

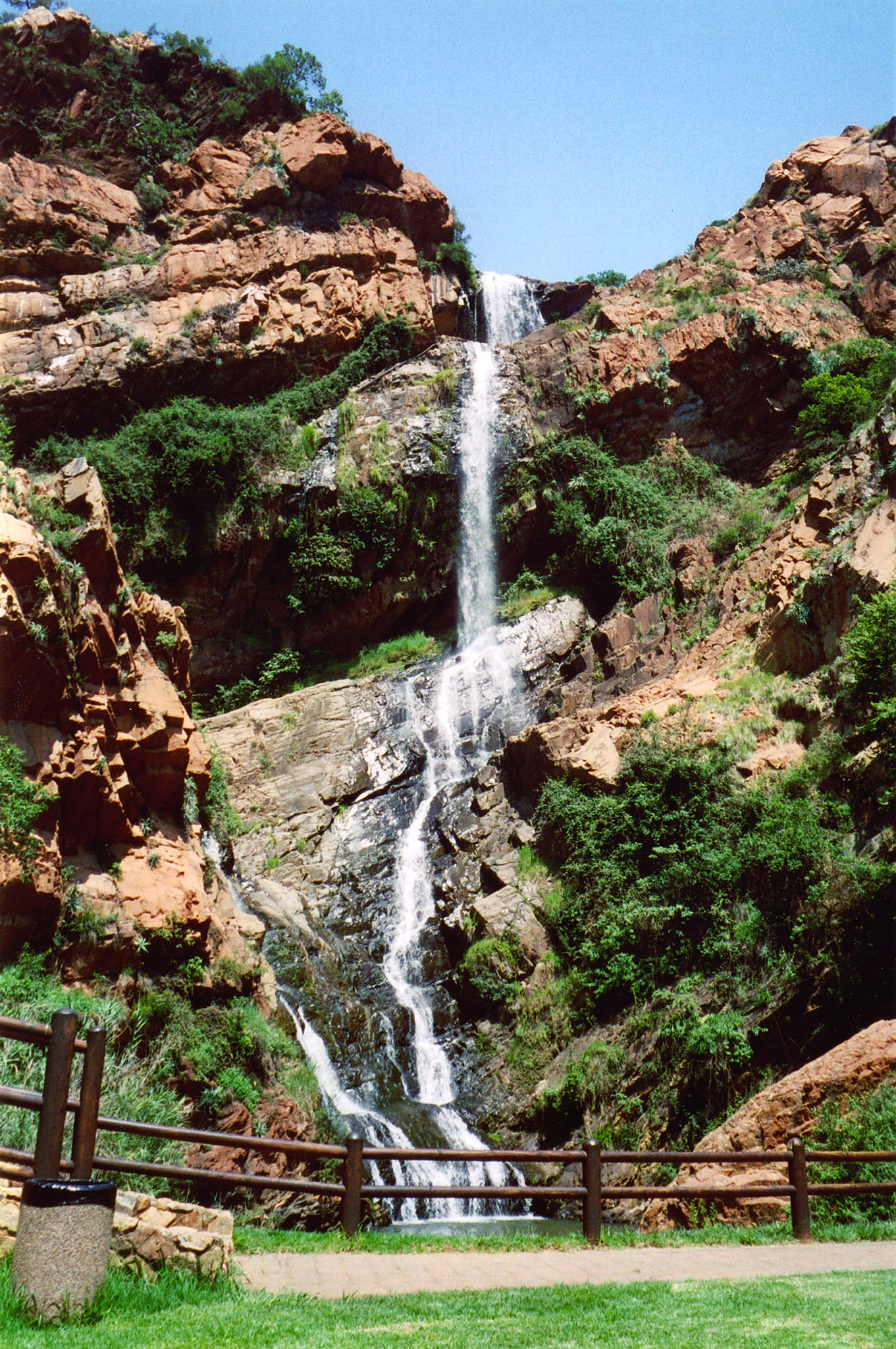
폭포, 비트바테르스란트 국립식물원

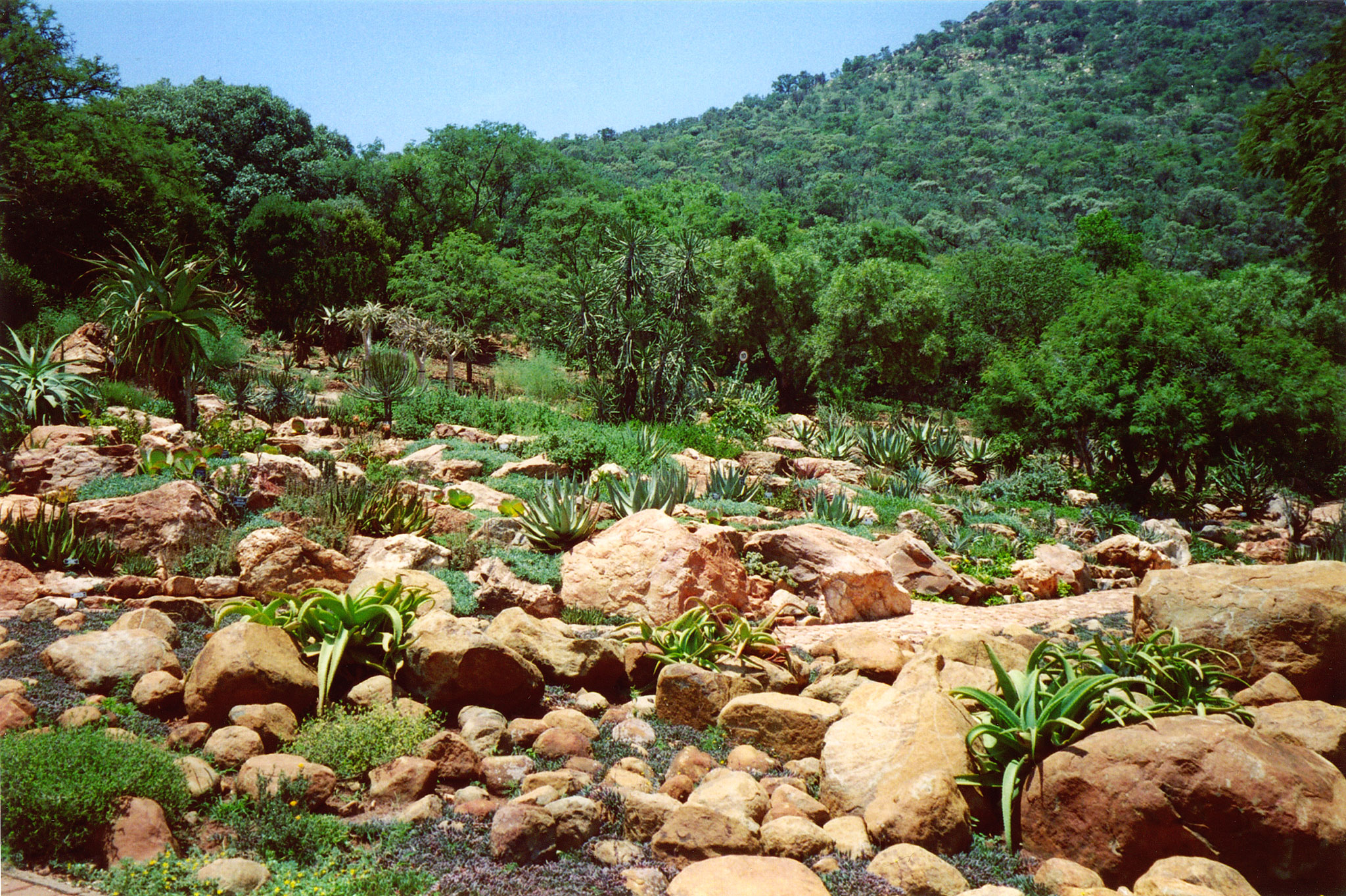
비트바테르스란트 국립식물원

비트바테르스란트(Witwatersrand)는 남아프리카공화국 하우텡 주의 지역으로, 1860년대에 금광이 발견되어 현재의 요하네스버그의 기초가 쌓아 올려졌다.

## 역사
비트바테르스란트는 전에는 독립 주였던 《트란스발》(transvaal)에 있다. 이곳은 영국인 JH 데이비스(Great Trek. J. H. Davis)를 따라 보어인들이 정착한 곳으로, 1852년 크루거스도프(Krugersdorp) 근처의 파아르데크랄(Paardekraal)에서 꽤 많은 양의 금을 발견한 것으로 알려졌다. 이것은 란드에서의 초기 발견이라고 할 수 있다. 데이비스는 600 파운드의 금을 트란스바알 트레저리(Transvaal Treasury)에 팔았고, 그 후로 기밀 엄수 정책에 따라 곧 추방 명령을 받았다.
1853년 케이프타운 출생의 피에터 야콥 마라이스(Pieter Jacob Marais, 1826년 7월 21일~ ?)가 육스케이 강(Jukskei River) 언덕에서 금을 발견했다. 이 발견 또한 비밀 유지가 되었다.
1872년에 블라아우방크에서 최초의 채굴에 대한 관심을 가지게 되었다. 《비트바테르스란트 메인 리프》의 발견이 역사적인 비트바테르스란트 골드 러쉬를 시작했을 때, 1886년까지 금이 란드(Rand) 도처에서 발견되었다.
잇달은 금의 계속적인 발견은 결국 큰 도시 주거지를 만들게 하였다.

## 지리
비트바테르스란트는 해발 1700~1800m에 이르는 낮은 퇴적 구릉이며, 남아프리카 공화국 하우텡 주에 동서에 걸쳐있다. 아프리칸스어로 “하얀 물의 언덕”이라는 의미이다. 지리적으로 복잡하지만 비트바테르스란트의 주요 형성 구성물은 규암, 역암, 혈암으로 되어 있다. 이것은 북쪽으로 림포포강과 인도양으로 흘러가며, 남쪽으로는 오렌지강과 대서양으로 유입되어 나누어지는 대륙을 구성한다.
비트바테르스란트는 하우텡 주에 있으며, 프레토리아(Pretoria), 바알(Vaal) 등으로 불리기도 한다.

## 금광
비트바테르스란트는 란드 또는 광맥으로 유명하며, 이 땅에서 채굴된 40%가 이곳에서 채굴되었다. 이곳은 서쪽으로는 클럭스돕(Klerksdorp)에서 동쪽으로는 바탈(Bethal)까지 280km를 뻗어 있고 너비는 4km에 달한다. 남아공의 통화는 이것을 따서 란드라고 이름지었다. 이 광맥의 최북단은
1874년 현재의 블라우방크(Blaauwbank)에 있는 매가리스버그(Magaliesburg) 타운에서 몇 킬로미터 떨어진 곳에 이 광맥의 최북단이 발견되었다.

## 도시 지역
비트바테르스란트는 또한 요하네스버그 메트로폴리탄 지구의 일부가 된다. 이곳은 이 지구는 광맥의 길이만큼 뻗어있다. 메트로폴리탄 지구는 형태가 직사각형이며, 서쪽으로는 란드폰테인(Randfontein)과 칼턴빌(Carletonville) 지역에서 동쪽으로는 스프링스(Springs)까지 걸쳐 있다. 또한 이 지구에는 넓은 동서 란드의 도시 지역을 포함한다.